# Іксель
Іксе́ль (фр. Ixelles фр. вимова: [iksɛl]), або Елсене (нід. Elsene МФА: [ˈɛlsənə] вимоваⓘ) — одна з дев'ятнадцяти комун, що разом утворюють Брюссельський столичний регіон. Іксель лежить у центральній частині брюссельської агломерації. Населення комуни — 84073 людини.
В Ікселі розташоване Представництво України при Європейському Союзі.

## Назва
Село вперше згадується під назвою Elsele, що в перекладі з нідерландської мови означає «місце, де росте вільха» від слів германського походження «aliso», «els» або «else» — «вільха» та «sel» або «sele» — «поселення». Така назва трапляється в стародавніх текстах. З часом форма Elsele змінилася в нідерландській мові спочатку на Elsen, потім на Elsene, а у французькій мові спочатку була Ixel, а потім стала Ixelles.

## Географія
Комуна Іксель розташована в центральній частині Брюссельського столичного регіону й межує з такими комунами, що входять до його складу: Брюссель, Еттербек, Одергем, Ватермаль-Буафор, Уккел, Форе, Сен-Жіль.
Іксель розділено на дві частини бульваром Луїзи (нід. Louizalaan, фр. Avenue Louise), який входить до складу Брюсселя. Таким чином частина Ікселя на захід від бульвару Луїзи є анклавом.

## Історія
Про виникнення Ікселю відомо мало. Виник він біля абатства Камбр. У 13 столітті Іксель був розділений на два окремих хутори, що стояли на протилежних берегах Великого ставка (фр. Grand Étang, тепер це територія біля Іксельських ставків і площі Фляже (Flagey)). Перший хутір мав назву Іксель-су-Брюссель (Ixelles-sous-Bruxelles, Іксель-під-Брюсселем) і був підпорядкований владі Брюсселя, другий хутір мав назву Іксель-су-ле-Шатла (Ixelles-sous-le-Châtelain) і був частиною маєтностей каштеляна Брюсселю, а після надання йому дворянського титулу віконта у 13 столітті хутір став відомим як Іксель-ле-Віконт і далі був у феодальній власності.
Село Іксель-су-Брюссель за Середньовіччя належало до так званого «брюссельського казана» нід. Kuip van Brussel, фр. Cuve de Bruxelles) — було тісно пов'язане з Брюсселем і підпорядковувалося йому в адміністративних, судових і податкових питаннях.
Обидва села були об'єднані в єдину незалежну комуну під назвою Іксель у 1795 році.
У минулому під час різноманітних воєн Іксель зазнав кількох значних руйнувань. 16 вересня 1581 року іспанські війська під головуванням полководця Алесандро Фарнезе знищили село. 17 січня 1684 року французькі кавалеристи знищили тут кілька десятків будинків.
У 17 столітті завдяки розташуванню села біля річки Моленбек, що була джерелом прісної води, тут виникло чимало броварень, кількість яких сягнула 17 у 1756 році. Місцева влада заохочувала виробництво пива скасуванням податків на його виробництво і селяни перейшли від вирощування пшениці й бобових до вирощування ячменю та хмелю.

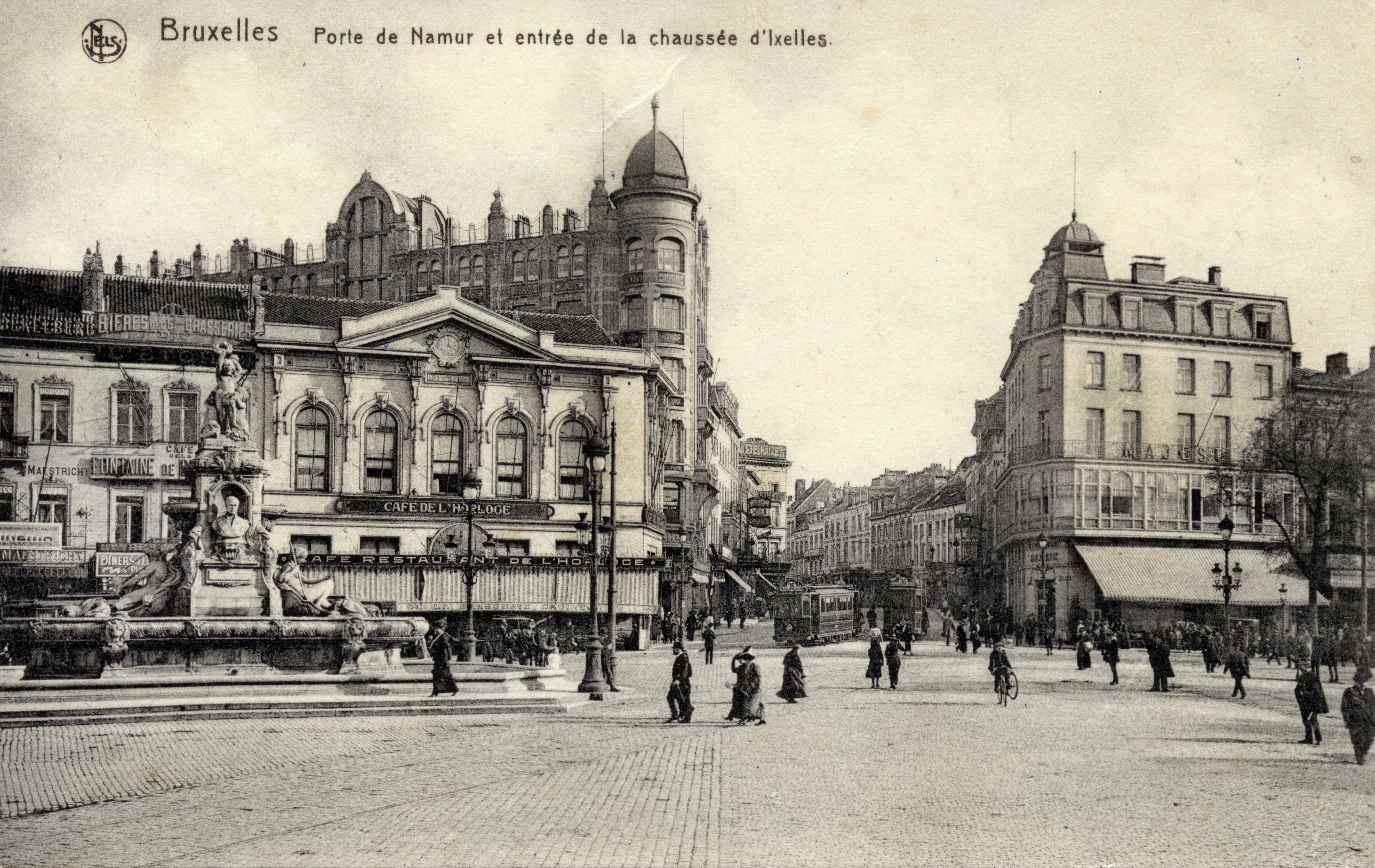
Вид на комуну Іксель з боку Брюсселю у 1900 році. Фото зроблене з місця колишньої Намюрської брами другого брюссельського муру (Naamsepoort, Porte de Namur). Два з трьох наріжних будинків, зображених на фото, досі стоять на своїх місцях.

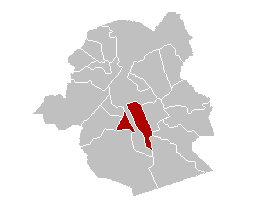
Іксель на карті Брюсельського столичного регіону.

До 19 століття обидва Ікселі залишалися звичайними селами. Окрім сільського господарства тут був розвинутий видобуток будівельного каміння. 1795 року за рішенням французької влади, що окупувала Бельгію після Французької революції, обидва Ікселі було об'єднано в єдину комуну під назвою Іксель. Крім того, французька влада разом з багатьма іншими монастирями закрила й тутешнє абатство Камбр.
1800 року населення міста становило 1629 осіб. Урбанізація Ікселя почалася після демонтажу другого брюссельського муру. 1900 року населення комуни становило 58615 осіб. До 1910 року північна частина комуни була повністю і щільно забудована.
1864 року від комуни Іксель до Брюсселю була відібрана смуга території, на якій було утворено брюссельське авеню Луїзи. Через це Іксель було розділено на дві частини.

## Населення
- 1800 рік — 1629 осіб,[6]
- 1900 рік — 58615 осіб,[6]
- 1964 рік — 94211 осіб.[6]

| Рік | 1990  | 1995  | 2000  | 2005  | 2007  | 2008  | 2009  | 2010  | 2011  |
| --- | ----- | ----- | ----- | ----- | ----- | ----- | ----- | ----- | ----- |
| Населення | 73128 | 72309 | 73174 | 77729 | 78088 | 79768 | 80312 | 80183 | 82202 |
| Джерело: Населення Бельгії у 1990—2011 роках. на сайті Головної дирекції статистики і економічної інформації уряду Бельгії. |       |       |       |       |       |       |       |       |       |

У комуні за даними на 1 січня 2011 року проживало 82202 людини, з яких 45790 людей (55,70 %) були бельгійського походження і 36412 (44,30 %) — іноземцями, з яких 26528 людей походили з країн Євросоюзу, 9884 людини — з інших країн світу. З всіх іноземців 22 людини мали статус політичних біженців.
| Бельгія | 46334 | 47339 | 46875 | 47226 | 47045 | 45790 |
| Бразилія | 120   | 131   | 129   | 153   | 179   | 371   |
| Велика Британія | 1699  | 1830  | 1842  | 1908  | 1740  | 1631  |
| Греція | 659   | 667   | 694   | 697   | 636   | 669   |
| Дем. Респ. Конго | 560   | 635   | 562   | 558   | 548   | 620   |
| Індія | 169   | 229   | 237   | 249   | 273   | 317   |
| Ірландія | 308   | 375   | 381   | 372   | 339   | 342   |
| Іспанія | 1615  | 1652  | 1687  | 1737  | 1702  | 1784  |
| Італія | 2485  | 2481  | 2558  | 2656  | 2600  | 3109  |
| Марокко | 1686  | 1544  | 1537  | 1514  | 1485  | 1423  |
| Нідерланди | 736   | 773   | 780   | 818   | 853   | 836   |
| Німеччина | 1081  | 1255  | 1355  | 1453  | 1422  | 1696  |
| Польща | 233   | 465   | 557   | 690   | 849   | 1762  |
| Португалія | 2213  | 2098  | 2050  | 2055  | 1928  | 1901  |
| Румунія | 161   | 199   | 200   | 220   | 301   | 965   |
| США | 701   | 735   | 723   | 747   | 761   | 753   |
| Україна | н. д. | н. д. | н. д. | н. д. | н. д. | 96    |
| Філіппіни | 410   | 494   | 483   | 437   | 481   | 306   |
| Франція | 5392  | 5900  | 6128  | 6711  | 6769  | 9261  |
| Швеція | 672   | 714   | 685   | 672   | 590   | 476   |
| Інші | 5664  | 6325  | 6629  | 6856  | 7010  | 8094  |
| Разом | 72898 | 75841 | 76092 | 77729 | 77511 | 82202 |
| Примітки. 1. н. д. — немає данних. 2. В таблиці окрім України представлені лише ті країни, кількість вихідців з яких в населенні комуни станом на 2011 рік становила понад 300 осіб. |       |       |       |       |       |       |

## Уродженці
- Бурле Жуль (1844—1897) — прем'єр-міністр Бельгії у 1894—1896 роках
- Вандервельде Еміль (1866—1938) — бельгійський соціаліст
- Жак Фейдер (1885—1948) — французький кінорежисер
- Аньєс Варда (1928—2019) — французька кінорежисерка, сценаристка і продюсерка художнього і документального кіно
- Одрі Гепберн (1929—1993) — американська акторка і фотомодель англійського й нідерландського походження
- Яннік Феррейра Карраско (*1993) — бельгійський футболіст, півзахисник, фланговий півзахисник
- Мішель де Гельдерод (1898—1962) — бельгійський письменник
- Кортасар Хуліо — аргентинський письменник
- Лемоньє Каміль — письменник і поет
- Ренкін Жуль — прем'єр-міністр Бельгії у 1931—1932 роках
- Фейдер Жак — французький кінорежесер

## Цікаві місця
- Абатство Камбр
- Будинок мерії — був збудований за проектом архітектора Шарля Стратена на замовлення скрипаля і композитора Шарля Беріо, який збудував цей будинок для своєї дружини, відомої співачки Марії Малібран. Однак, вона загинула 1836 року від травм, отриманих при падінні з коня і будинок 1840 року був проданий міській владі.[6]
- Музей Константена Меньє